# Highclere Castle
Highclere Castle è una casa di campagna inglese, il cui parco è stato progettato da Lancelot Brown nel 1774. La tenuta di 5000 acri (2000 ettari) è situata nella contea inglese dello Hampshire, a circa 5 miglia (8,0 km) a sud di Newbury. È la residenza di campagna di George Herbert, VIII conte di Carnarvon e l'ambientazione principale della serie televisiva Downton Abbey.
Sorge sul sito di una casa più antica, costruita sulle fondamenta del palazzo medievale dei vescovi di Winchester, proprietari della tenuta per otto secoli. Dal 1679 è la casa della famiglia Carnarvon ed è aperto al pubblico dal 1º luglio 2012. è possibile visitare non solo la residenza e i suoi ampi giardini ma anche la collezione di reperti egizi custodita all'interno del castello.

## Architettura
Solamente la residenza copre gran parte del parco e racchiude un totale di 300 stanze, di cui 61 sono camere da letto e si trovano al piano superiore. Nel 2009 50 di queste erano inagibili, con un costo di ristrutturazione che ammontava a oltre 12 milioni di sterline. Il castello di Highclere si trova in una tenuta di  6.000 acri (ca. 2.500 ettari).

## Storia
Durante il regno di Edoardo VI d'Inghilterra (1547-1553) la Corona prese possesso della magione assegnandola a una famiglia nobile; la casa passò di mano in mano nel corso delle generazioni, finché nel 1692 Robert Sawyer, avvocato e amico del college di Samuel Pepys, non la lasciò in eredità alla sua unica figlia, Margaret, prima moglie dell'ottavo conte di Pembroke. Il loro secondo figlio, Robert Sawyer Herbert, ereditò Highclere e cominciò la sua collezione di quadri. Il suo nipote ed erede Henry Herbert fu nominato barone Porchester e primo conte di Carnarvon da re Giorgio III e fece ricostruire il parco in base a un disegno di Lancelot Brown tra il 1774 e il 1777, ricollocando il villaggio: i resti della chiesa del 1689 si trovano all'angolo sud-ovest del castello. Alberi di cedro del Libano, i cui semi furono portati dal vescono Stephen Pococke, sono presenti ancora oggi nel giardino.
La casa ai tempi era una classica villa Georgiana a pianta quadrata, ma fu ristrutturata e in gran parte ricostruita per il terzo conte da Charles Barry tra il 1839 e il 1842, una volta ultimato il palazzo di Westminster. Nonostante gli esterni dei lati nord, est e sud furono completati prima della morte del terzo conte nel 1849 e prima di quella di Charles Barry nel 1860, gli interni e l'ala ovest (designata come alloggi della servitù) erano molto lontani dal completamento. Il quarto conte chiese l'aiuto di Thomas Allom, che aveva lavorato con Barry, per sovrintendere ai lavori degli interni, che furono conclusi nel 1878.
Durante la prima guerra mondiale, Almina, contessa di Carnarvon, trasformò il castello in un ospedale, che tornò residenza privata con la fine del conflitto. Nel 1922 il quinto conte di Carnarvon vi istituì una mostra egizia dopo aver scoperto, insieme al collega archeologo Howard Carter, la tomba del faraone egizio Tutankhamon. Alla morte del quinto conte, il figlio si trasferì al castello, dove visse fino al 1986. Nel corso della seconda guerra mondiale la struttura ospitò alcuni bambini evacuati da Londra.
La famiglia Carnarvon, in particolare su volere di George Carnarvon, fece costruire anche una villa in Liguria, a Portofino, chiamata Villa Altachiara in onore della residenza principale dei conti, Highclere Castle. La villa è poi stata acquistata da Corrado Agusta e diventata tristemente famosa per le vicende della contessa Francesca Vacca Agusta.

## Apparizioni televisive e cinematografiche
- Il salone appare nel film del 2002 Le quattro piume[10].
- Gli esterni compaiono come casa di Lord Graves nel film del 1991 Sua maestà viene da Las Vegas[11].
- Totleigh Towers, nella serie televisiva del 1991 Jeeves and Wooster, era rappresentata da Highclere Castle.
- Inquadrature degli esterni e degli interni sono state usate nel 1987 per rappresentare l'imponente Mistlethwaite Manor nella versione di Il giardino segreto della Hallmark Hall of Fame.
- Il salone è stato utilizzato nel film del 1999 Eyes Wide Shut.
- È l'ambientazione principale della serie televisiva del 2010 Downton Abbey.
- È stato presentato come casa del ventitreesimo conte di Leete nel biopic del 1992 A Sense of History.
- È la casa di un ricco uomo inglese che il signor Fortescue visita per chiedere denaro nel film del 1982 The Missionary.
- Il video musicale della canzone del 2006 Heaven di John Legend è stato girato a Highclere Castle.

## Galleria d'immagini

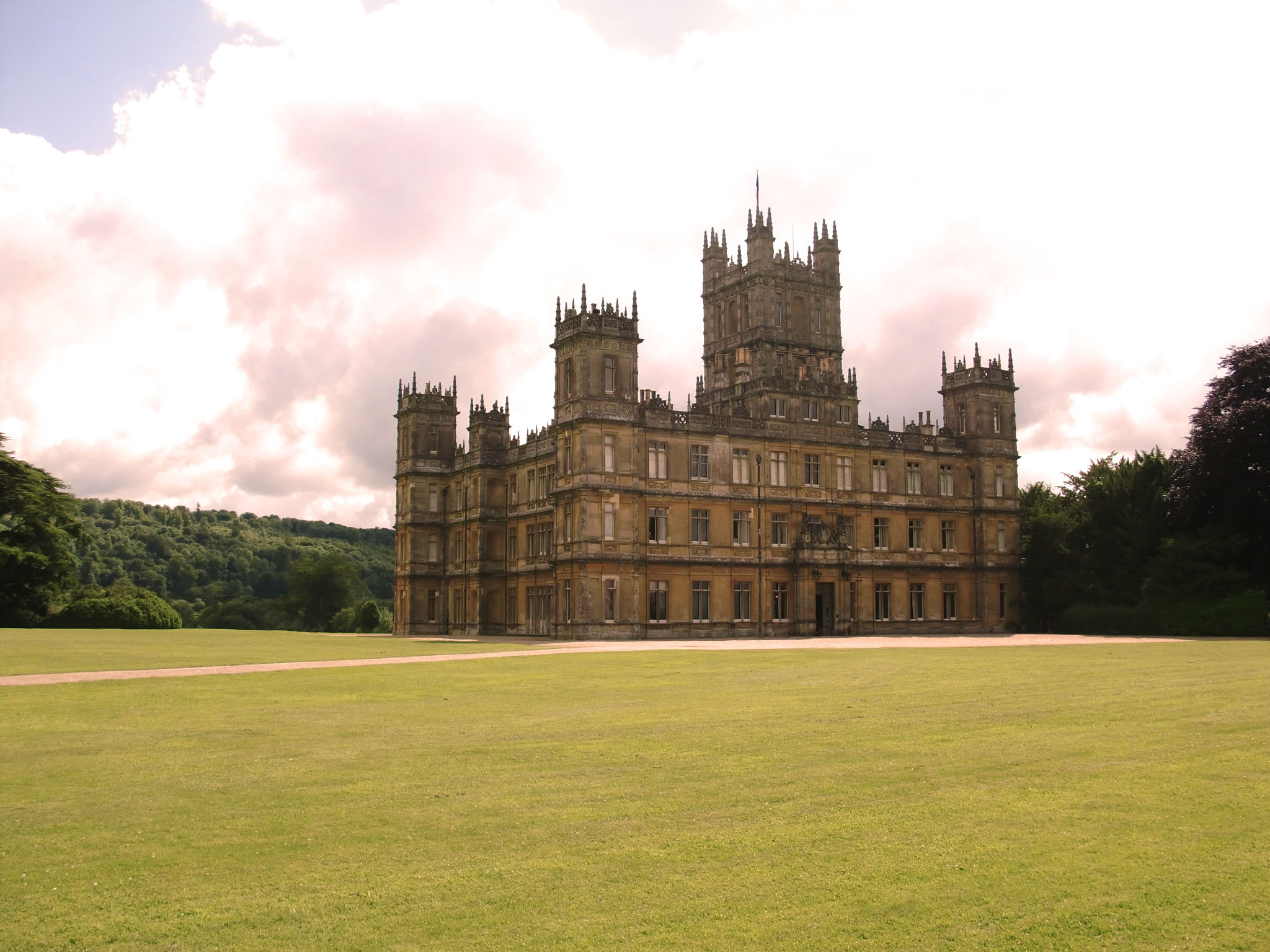
Veduta di Highclere Castle nel 2012
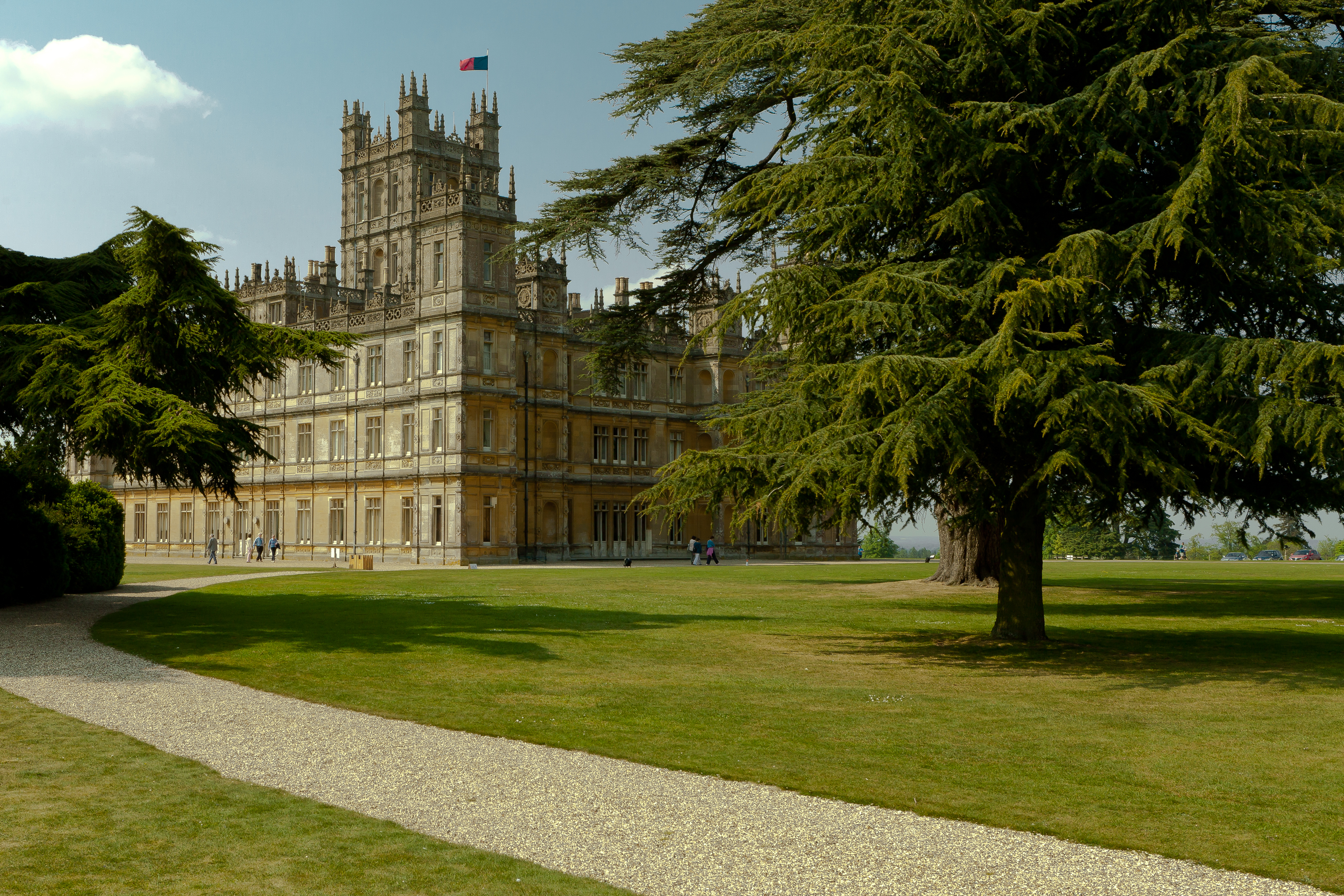
Veduta di Highclere Castle nel 2011
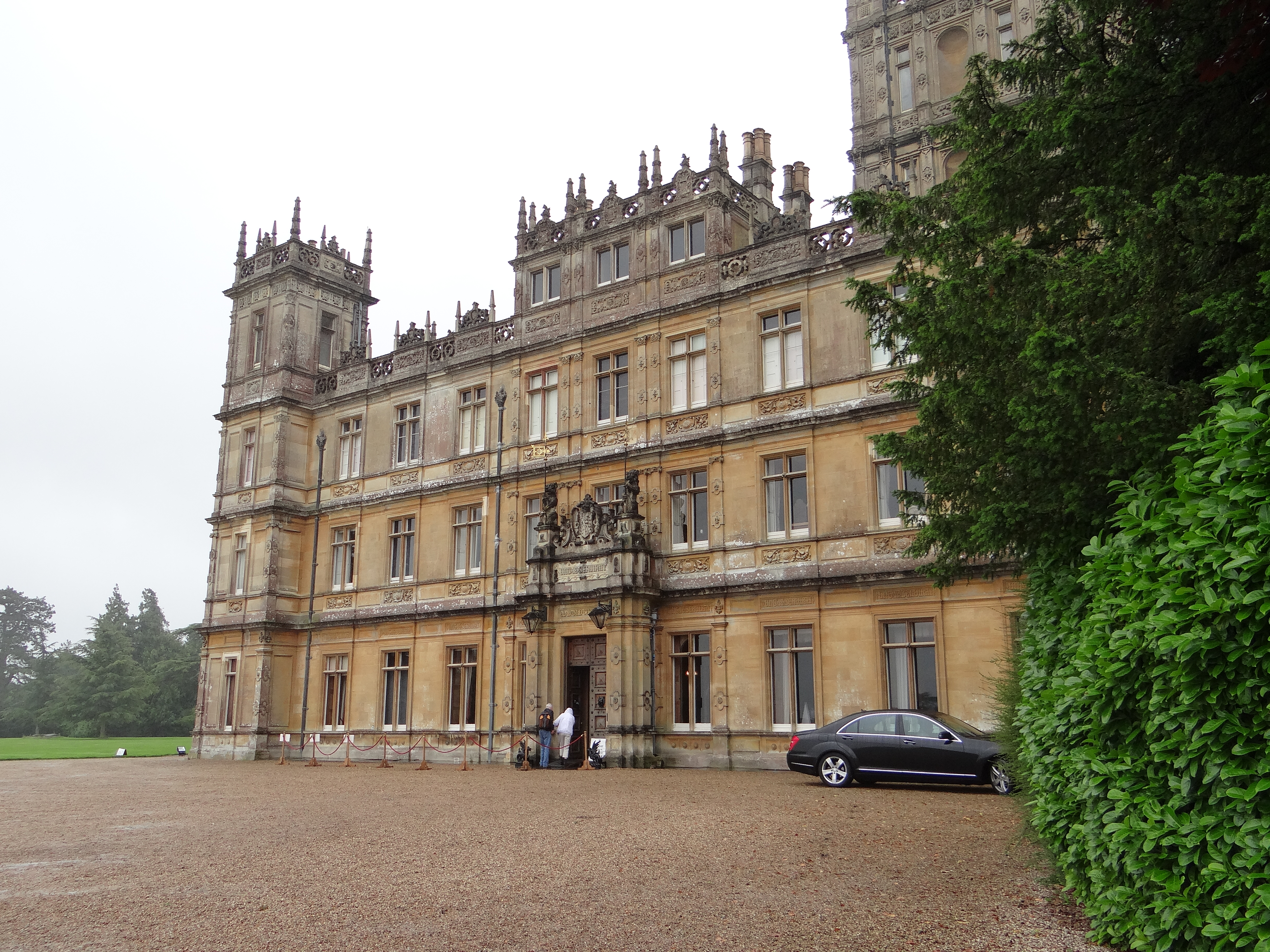
L'ingresso
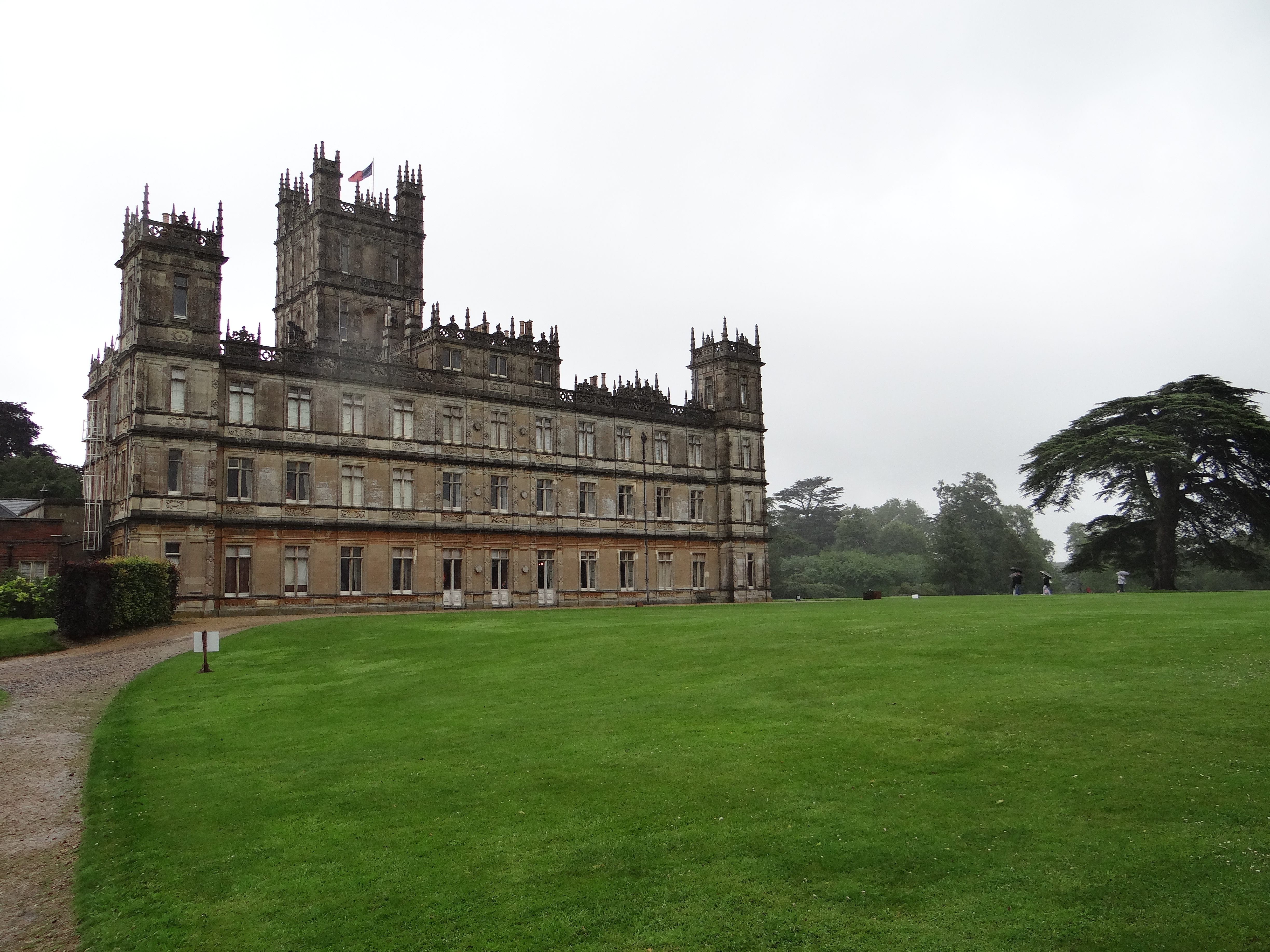
Il retro della casa
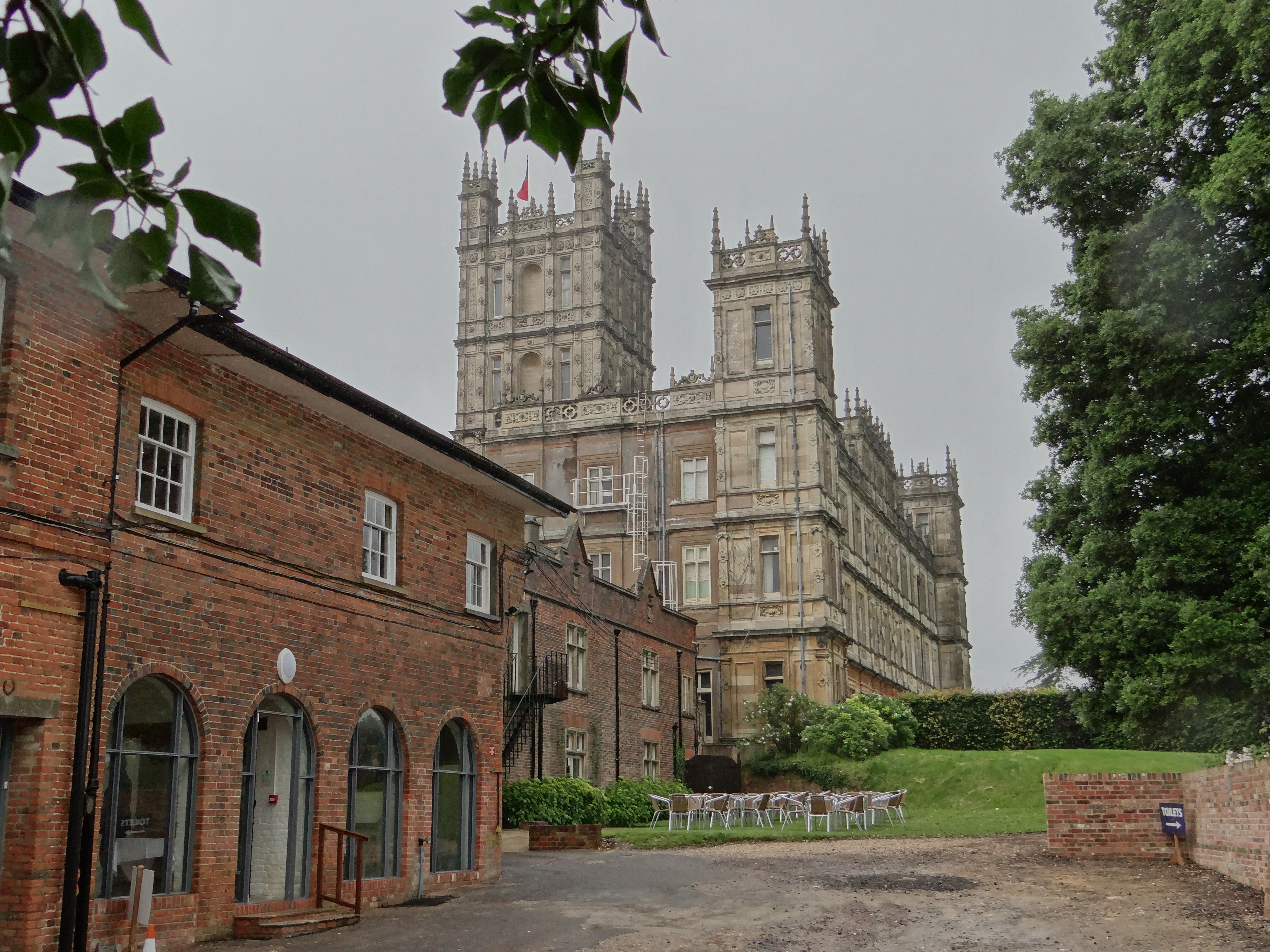
Highclere Castle visto dal villaggio
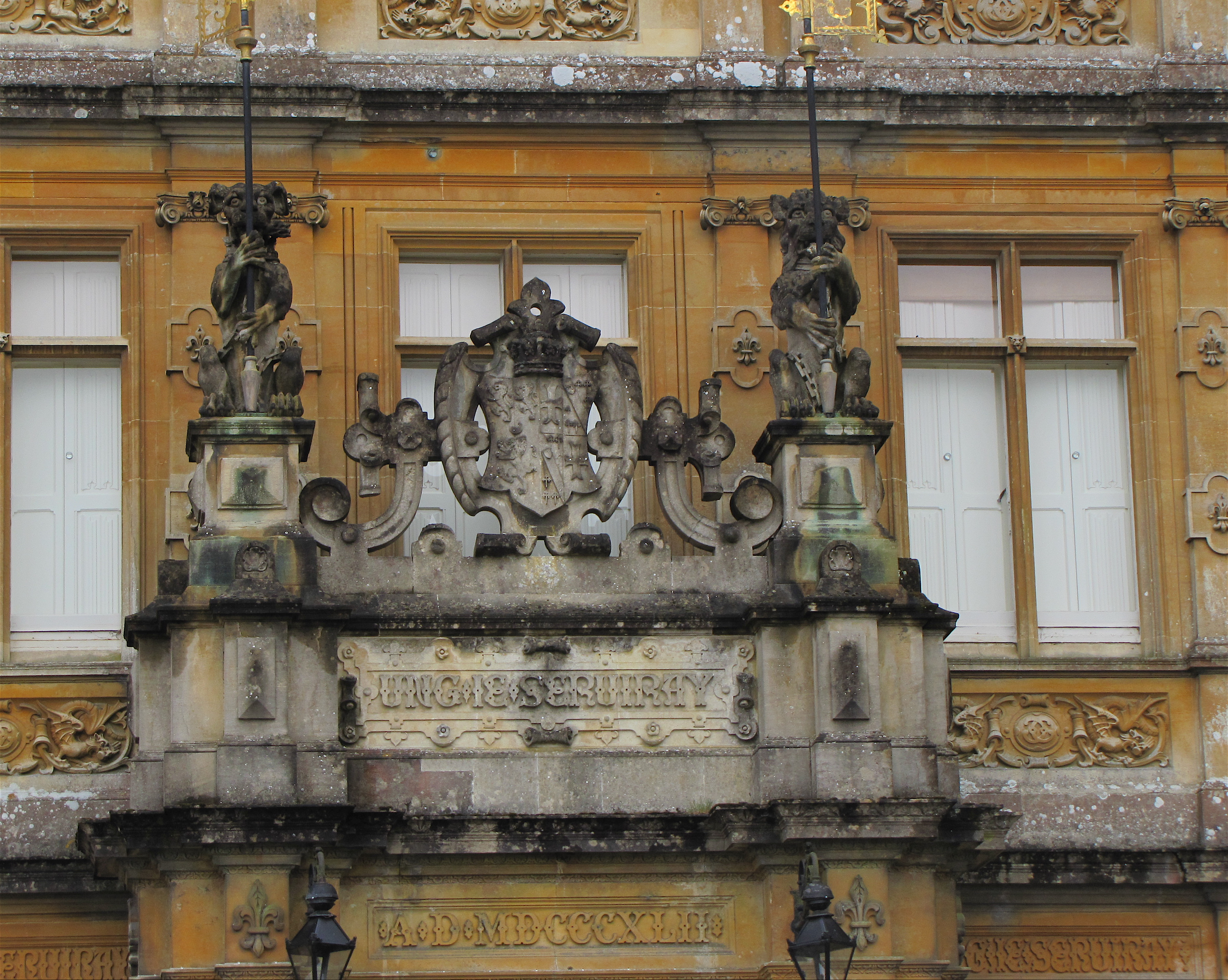
Un dettaglio nell'architettura
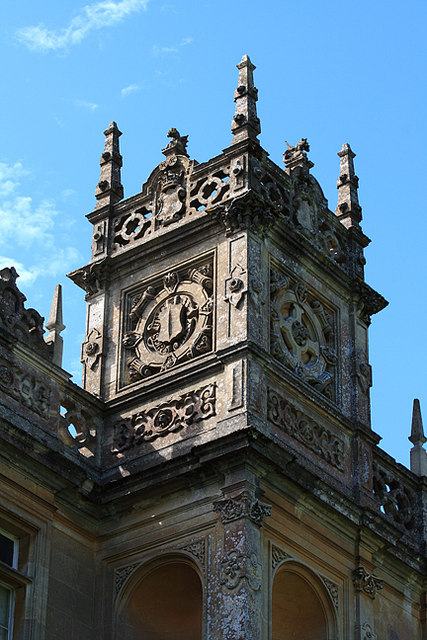
Una torretta
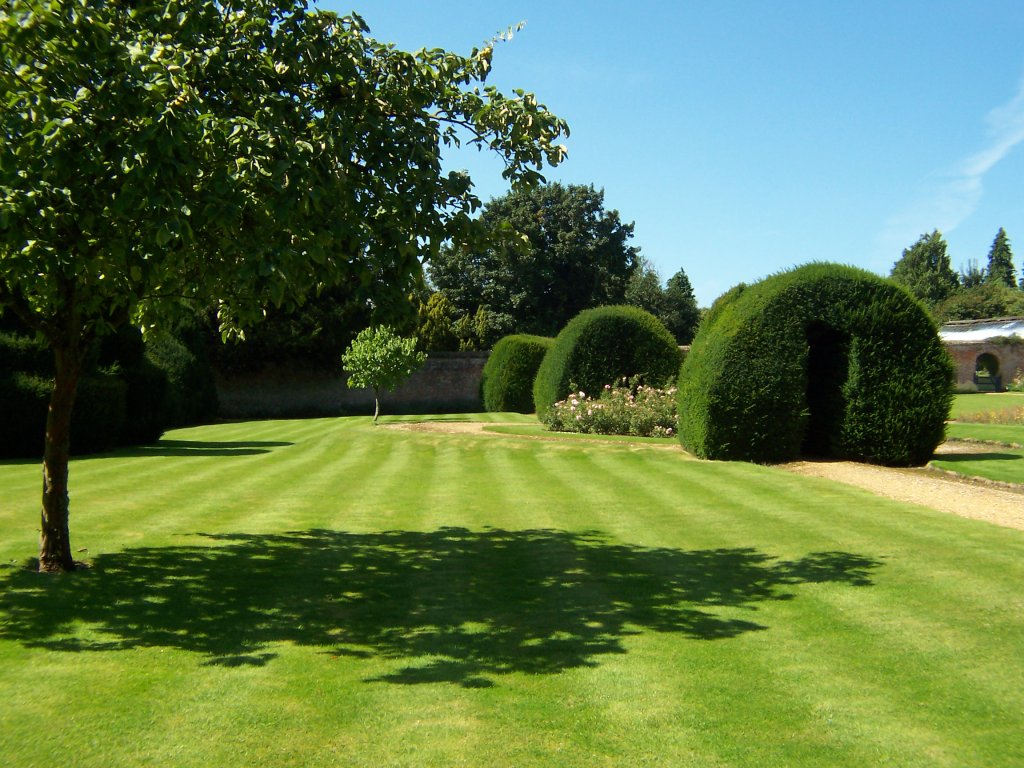
I giardini
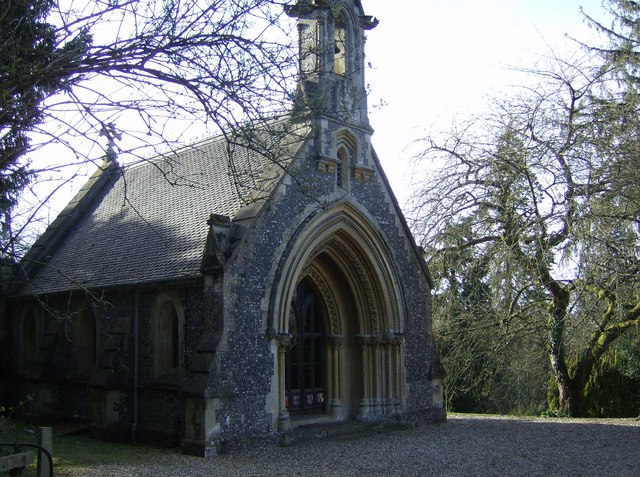
La cappella
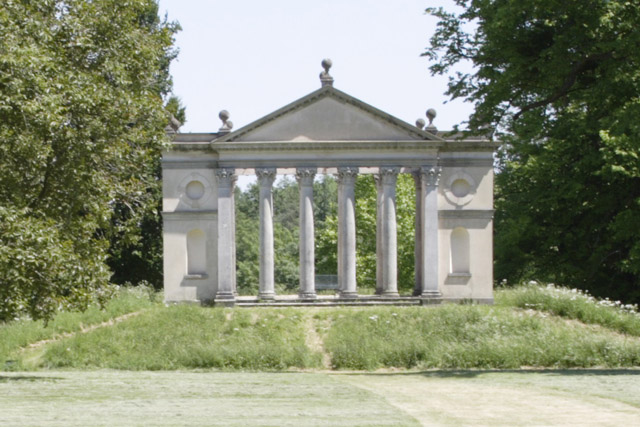
Un tempio neoclassico nei giardini